# Poecilomallus
Poecilomallus is een kevergeslacht uit de familie van de boktorren (Cerambycidae). De wetenschappelijke naam van het geslacht werd voor het eerst geldig gepubliceerd in 1892 door Bates.

## Soorten
Poecilomallus is monotypisch en omvat slechts de volgende soort:
- Poecilomallus palpalis Bates, 1892